# Amt Itzehoe-Land
Het Amt Itzehoe-Land is een Amt in de Duitse deelstaat Sleeswijk-Holstein. Het wordt gevormd door 20 gemeenten in de Kreis Steinburg. Het bestuur zetelt in Itzehoe, dat zelf geen deel uitmaakt van het Amt.

## Deelnemende gemeenten
| 1. Bekdorf 2. Bekmünde 3. Drage 4. Heiligenstedten 5. Heiligenstedtenerkamp 6. Hodorf 7. Hohenaspe | 1. Huje 2. Kaaks 3. Kleve 4. Krummendiek 5. Lohbarbek 6. Mehlbek 7. Moorhusen | 1. Oldendorf 2. Ottenbüttel 3. Peissen 4. Schlotfeld 5. Silzen 6. Winseldorf |

## Geschiedenis

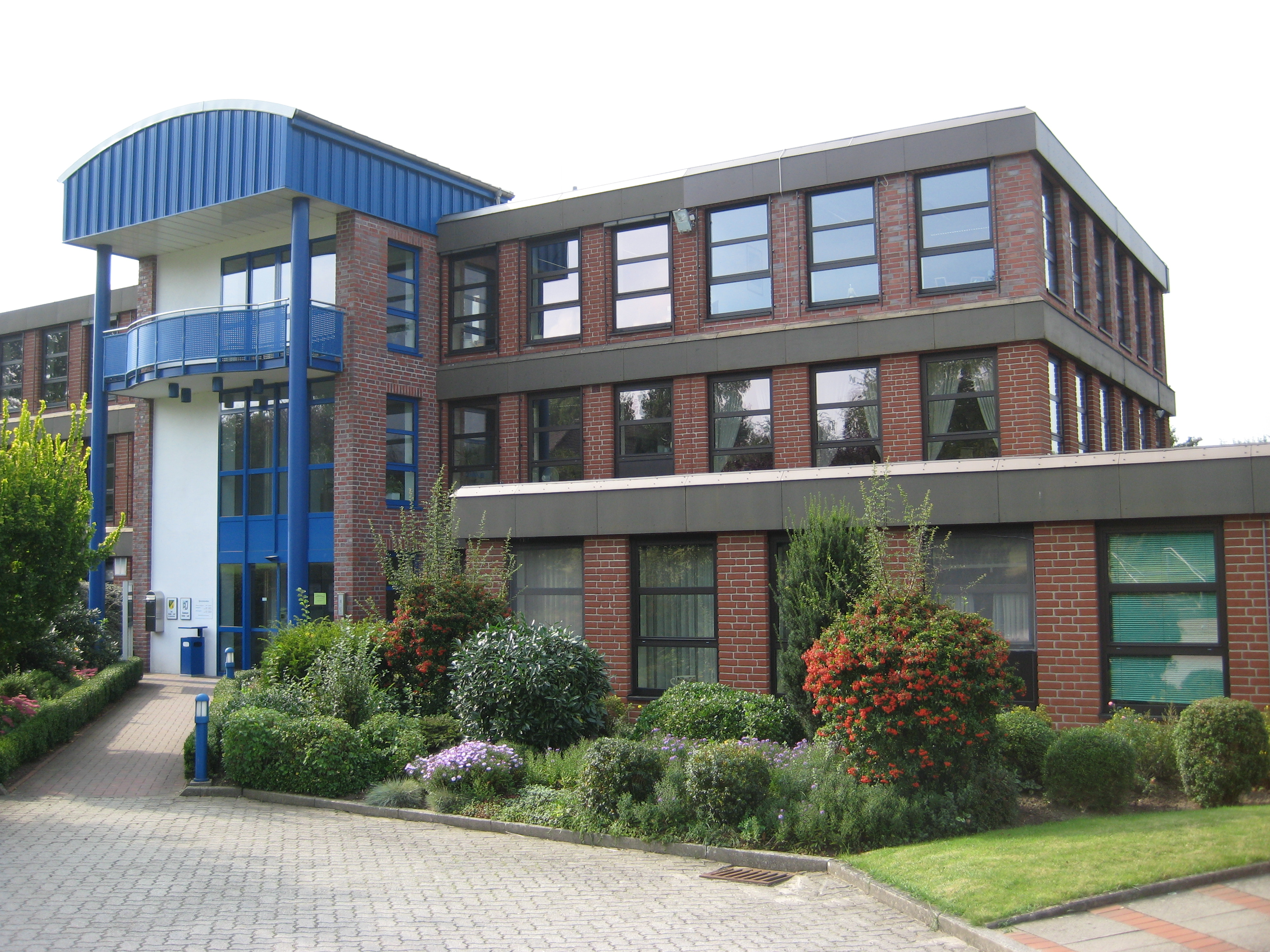
Bestuursgebou in Itzehoe

Het Amt Itzehoe-Land ontstond in 1970. Het werd gevormd door alle gemeenten van het opgeheven Amt Heiligenstedten en een paar gemeenten uit het eveneens opgeheven Amt Hohenaspe. Het werd in 2008 uitgebreid met de gemeenten Lohbarbek, Schlotfeld, Silzen en Winseldorf die tot dan deel uitmaakten van het in dat jaar opgeheven Amt Hohenlockstedt.